# نيزك تيسينت
نيزك تيسينت (بالإنجليزية: Tissint meteorite)‏ هو نيزك مريخي سقط في إقليم طاطا بجهة كلميم السمارة بالمغرب في 18 يوليو 2011. تيسينت هو النيزك المريخي الخامس الذي شهد الناس سقوطه على الأرض، والأول منذ عام 1962. وتُعرض أجزاء من النيزك في العديد من المتاحف، بما في ذلك متحف التاريخ الطبيعي في فيينا، ومتحف التاريخ الطبيعي في لندن.
في 12 يناير 2023، توصل فريق بحث دولي إلى أن نيزك تيسينت يكشف عن تنوع غير مسبوق في المركبات العضوية، ونشرت نتائج هذه الدراسة في دورية "ساينس أدفنسز" (Science Advances).

## تاريخ
في 18 يوليو 2011، حوالي الساعة الثانية صباحًا بالتوقيت المحلي، رصد عدد من الأشخاص كرة نارية ساطعة في وادي درعة، شرقي مدينة طاطا بالمغرب. وأفاد أحد المراقبين أن الكرة النارية كانت في البداية صفراء اللون، ثم تحولت إلى اللون الأخضر، فأضاءت المنطقة بأكملها قبل أن تبدو وكأنها انقسمت إلى قطعتين؛ كما سُمع دوي انفجارين صوتيين فوق الوادي.[بحاجة لمصدر]
في أكتوبر 2011، بدأ البدو في العثور على أحجار طازجة جدًا ذات قشرة منصهرة في منطقة نائية من مستجمع مياه الأمطار المتقطع في وادي درعة، والتي تقع على بعد حوالي 50 كيلومتر (31 ميل) شرق شرق طاطا و48 كيلومتر (30 ميل) جنوب غرب قرية تسينت، بالقرب من مصرف واد القصيب وأيضا بالقرب من هضبة الجيدات المعروفة بحمادات بوربعين. عُثر على القطع الأكبر حجما في هضبة الجيدات، وعُثر على القطع الأصغر (بضعة غرامات) بالقرب من جبال أغلب. جرى توثيق حجر مقشر يبلغ وزنه 47 جرامًا (1.7 أونصة) عند 29°28.917’ شمالًا، 7°36.674’ غربًا.
سُمي النيزك على اسم تيسينت، التي تقع على بعد 48 كيلومترًا (30 ميلًا) من موقع السقوط.
حتى عام 1990، لم يعُثر إلا على خمسة نيازك في المغرب، ولكن منذ ذلك الحين، سقطت المزيد من النيازك في المنطقة. تشير السجلات الحالية لعام 2012 إلى أن صائدي النيازك اكتشفوا 754 نيزكًا في مواقع محددة في المغرب، فضلاً عن آلاف أخرى من مواقع غير مؤكدة. بعد الزيادة في سقوط النيازك، أدى سوق النيازك إلى ظهور صناعة التنقيب عن النيازك في شمال غرب إفريقيا وعمان. وتُنقل تلك الصخور بسرعة إلى مجموعات خارج البلاد لأن الاكتشافات المهمة أدت إلى ارتفاع أسعار الصخور (شمل المزاد الذي أقيم في 14 أكتوبر 2012 أجزاء من نيزك تيسنت). وهذا جعل من الصعب على الباحثين الحصول على عينات لأبحاثهم.

## الخصائص الفيزيولوجية
جُمعت العشرات من القطع التي تتراوح كتلها من 0.2 إلى 1282 جرامًا (0.0071 إلى 45.2212 أونصة)، بإجمالي يبلغ حوالي 12-15 كيلوغرامًا (26-33 رطلاً). تتميز الصخور بطبقة متفاوتة من قشرة اندماجية سوداء لامعة، تتميز بطبقات أكثر سمكًا على التلال الخارجية والمناطق اللامعة فوق البلورات الزبرجدية الداخلية وجيوب الذوبان الناتجة عن التأثير. تحتوي بعض الحجارة على قشرة اندماجية ثانوية رقيقة على بعض الأسطح، وبعضها مكسور في أماكن، مما يكشف عن الداخل. يظهر الجزء الداخلي المكشوف من الحجارة بلون أخضر رمادي باهت، مع بلورات زبرجدية صفراء باهتة بحجم ملم مع جيوب حويصلية متفرقة وعروق رقيقة من الزجاج الأسود.

## علم الصخور وأصلها
انطلق النيزك من سطح المريخ منذ ما بين 700 ألف و1,1 مليون سنة. يبدو أن نيزك تيسينت مشتق من منطقة مصدر وشاح عميق لا يشبه أيًا من نيازك الشيرجوتيت المريخية الأخرى المعروفة.
إن المادة مصدومة بشدة مما يشير إلى أنها خرجت أثناء أكبر عملية حفر جرى تسجيلها على الإطلاق. ونظراً لصدمة الذوبان المنتشرة على نطاق واسع والتي لوحظت في نيزك تيسينت، فمن الممكن أن يكون قد حدث تغيير في المعادن اللينة الأخرى (الكربونات، والهاليدات، والكبريتات، وحتى المواد العضوية)، وخاصة على طول الحدود الحبيبية. قد يفسر هذا جزئيًا عدم وجود مثل هذه المعادن في نيزك تيسينت، ولكن من غير المعروف ما إذا كان من أصل حيوي.
عُثر على شظايا النيزك خلال أيام بعد السقوط، لذلك يعتبر نيزكًا "غير ملوث". يُظهر النيزك أدلة على تجوية الماء، وهناك علامات على أن العناصر جرى حملها إلى الشقوق في الصخور عن طريق الماء أو السوائل، وهو أمر لم يسبق له مثيل في نيزك المريخ. وعلى وجه التحديد، وجد العلماء مركبات تحتوي على الكربون والنيتروجين مرتبطة بشوائب معدنية حرارية مائية. أفاد أحد الفرق بقياس نسبة مرتفعة من كربون-13 (13C)، بينما أفاد فريق آخر بنسبة منخفضة من كربون 13C مقارنة بالمحتوى الموجود في الغلاف الجوي وقشرة المريخ، واقترح أنه قد يكون من أصل بيولوجي، لكن الباحثين لاحظوا أيضًا أن هناك العديد من العمليات الجيولوجية التي يمكن أن تفسر ذلك دون الاستعانة بعمليات الحياة المعقدة؛ على سبيل المثال، يمكن أن يكون من أصل نيزكي وقد اختلط بتربة المريخ عندما اصطدمت النيازك والمذنبات بسطح المريخ، أو من أصل بركاني.
وقد توصل تحليل أجرته حسناء شناوي أوجهان، وهي باحثة نيزكية مغربية من جامعة الحسن الثاني بالدار البيضاء، إلى أن هذا النيزك هو شيرغوتيت بيكريتي مستنفد يشبه (EETA79001A). يتضمن الهيكل الداخلي للنيزك بلورات زبرجد زيتونية كبيرة (أو عقيدات) مدمجة في فرشة ذات حبيبات دقيقة مصنوعة من البيروكسين وزجاج الفلسبار. تحتوي الفرشة على العديد من الشقوق المليئة بمادة زجاجية سوداء. مثل نيزك شيرغوتيت الآخر، فإن نيزك تيسينت غني بأكسيد المغنيسيوم وعناصر متوافقة أخرى مثل النيكل والكوبالت. كما أن التركيبة السائبة مستنفدة أيضًا من العناصر النادرة الخفيفة والعناصر غير المتوافقة الأخرى مثل البريليوم والليثيوم واليورانيوم. ومع ذلك فإن المادة الزجاجية غنية بهذه العناصر.
تشير البيانات المتعلقة بالعناصر النزرة المقاومة للحرارة والكبريت والفلور وكذلك البيانات المتعلقة بالتركيب النظيري للنيتروجين والأرغون والكربون المنطلقة عند التسخين من الفرشة والعروق الزجاجية في النيزك بشكل لا لبس فيه إلى وجود مكون على سطح المريخ بما في ذلك الغازات الجوية المحاصرة. وبالتالي، يمكن التمييز بين تأثير التجوية المريخية في الموقع (in situ) والتلوث الأرضي في النيزك. تتوافق سمات التجوية المريخية في تيسينت مع نتائج ملاحظات المركبات الفضائية للمريخ، ويبلغ عمر التعرض للأشعة الكونية في تيسينت 0.7 ± 0.3 مليون سنة - وهو ما يتوافق مع قراءة العديد من الشيرجوتيتات الأخرى، ولا سيما EETA79001، مما يشير إلى أنها طُردت من المريخ خلال نفس الحدث.
يتوافق التركيب العام لنيزك تيسينت مع تركيب الصخور البازلتية الحديدية الفقيرة بالألمنيوم، والتي نشأت على الأرجح نتيجة للنشاط البركاني على سطح المريخ. وقد تعرضت هذه البازلت بعد ذلك للتجوية بواسطة السوائل، مما أدى إلى ترسب المعادن الغنية بالعناصر غير المتوافقة في الشقوق والصدوع. وقد أدى اصطدام لاحق على سطح المريخ إلى ذوبان المواد المتسربة وتشكيل عروق زجاجية سوداء. وأخيرًا، انطلق الشيرجوتيت من المريخ منذ حوالي 0.7 مليون سنة.